# Ichnusa (avviso)
L'Ichnusa è stato un avviso a ruote della Regia Marina, già della Marina del Regno di Sardegna.

## Caratteristiche
Prima nave da guerra a vapore costruita in un cantiere italiano – e prima nave a vapore costruita in un cantiere nel Regno di Sardegna –, nei cantieri genovesi della Foce su licenza del cantiere Blackwall, l'Ichnusa era un avviso a ruote con scafo in legno e carena ricoperta di rame, costruito sugli stessi piani del capoclasse Gulnara, detto «pacchetto postale» (benché navi da guerra, appartenenti alla Marina sarda e provvisti di un sia pur scarso armamento, infatti, i due avvisi erano stati concepiti soprattutto per l'utilizzo come piroscafi postali per il trasporto di merci e passeggeri) e prima unità militare a vapore della Marina del Regno di Sardegna.
Le due unità della classe «Gulnara» erano propulse da una macchina alternativa a vapore a cilindri oscillanti prodotta dalla ditta Fawcett & Preston di Liverpool, che, alimentata da una singola caldaia, imprimeva la potenza di 90 hp (66 kW) indicati a due ruote a pale laterali, permettendo una velocità di 7 nodi. Ogni ruota aveva dodici bracci, otto dei quali provvisti di doppie pale fissate alla struttura e non rimovibili, mentre i restanti quattro avevano pale composte da un solo pezzo (e lievemente più corte, in modo da mantenere un'eguale superficie complessiva) connesse a cerniera all'estremità del braccio, ed abbattibili attraverso lo sfilamento di un perno asportabile sito nella parte superiore. In tal modo, quando le navi navigavano a vela (avevano infatti due alberi, trinchetto e maestra, armati a brigantino goletta, il primo a vele quadre ed il secondo a vele auriche), le ruote venivano immobilizzate in maniera tale che i bracci immersi fossero i quattro con pale abbattibili, permettendo così di abbattere o rimuovere tali pale, in modo da eliminarne la resistenza all'acqua.
L'armamento di Ichnusa e Gulnara era piuttosto ridotto, limitandosi a quattro grossi cannoni ad avancarica, in ferro ed a canna liscia, da 200 mm (80 libbre piemontesi di palla). Nel 1861 l'armamento venne mutato in un cannone in ferro ed a canna liscia da 40 libbre e due cannoni-obici da 60 libbre, anch'essi in ferro ed a canna liscia.
Le due navi erano pressoché identiche, con l'Ichnusa che era di dieci centimetri più lungo del Gulnara. Un'altra piccola differenza era costituita dai casotti ai lati dei tamburi: essi vennero aggiunti in un secondo tempo sul Gulnara, mentre l'Ichnusa ne rimase privo. Oltre che per il collegamento tra Liguria e Sardegna, i due avvisi erano frequentemente utilizzati anche dalla Squadra navale per compiti di rimorchio, per i quali erano particolarmente indicati.

## Storia
Costruito nei cantieri della Foce tra il 1836 e l'ottobre 1837 per la Marina del Regno di Sardegna, l'avviso venne battezzato Ichnusa, dal nome greco della Sardegna.
L'Ichnusa diede inizio al proprio servizio di collegamento postale tra Genova e la Sardegna il 16 novembre 1837. Dal 1837 al 1848 la nave, così come il Gulnara, venne impiegata nel servizio di trasporto merci e passeggeri tra Genova e la Sardegna. Le due navi, che svolgevano servizio quindicinale, introdussero un notevole miglioramento nei collegamenti con l'isola, fino ad allora effettuati solo da velieri.
Nel marzo 1844 era comandante dell'Ichnusa il luogotenente di vascello di prima classe Paolo Lenchetin. Il 25 ottobre 1845 l'avviso, agli ordini del comandante Albini, trasportò a Palermo il Duca di Genova ed il Principe di Carignano con relativo seguito, recatisi in visita nel capoluogo siciliano. La nave rimase a Palermo sino al 28 ottobre, quando ripartì con a bordo i due membri di casa Savoia.
Nel luglio 1848 l'Ichnusa (che inizialmente non era stato inviato in Adriatico per non sottrarlo ai collegamenti con la Sardegna), insieme al gemello Gulnara, alla fregata Euridice ed agli avvisi Authion, Goito e Monzambano, venne inviato a rafforzare la squadra sarda che impose il blocco al porto di Trieste, a favore di Venezia insorta. Dal 7 giugno al 14 agosto le navi sardo-piemontesi e ad alcune unità venete, stazionarono al largo di Trieste nell'ambito del blocco navale imposto alla città, importante porto civile e militare austro-ungarico. Tale blocco rimase però sulla carta, dato che la squadra sardo-veneta, giunta davanti a Trieste già il 23 maggio, aveva ricevuto diversi consoli delle nazioni della Confederazione germanica, i quali affermarono che qualunque atto di guerra contro Trieste sarebbe stato considerato anche contro i loro stati. La squadra italiana rimase pertanto inattiva, e non reagì nemmeno quando, il 6 giugno, la nave ammiraglia San Michele venne colpita di rimbalzo da una palla sparata per provocazione da una fregata austroungarica. Nonostante la formale proclamazione del blocco, avvenuta l'11 giugno, diverse navi nemiche con carichi militari riuscirono ad entrare ed uscire da Trieste senza incontrare ostacoli. Le navi sarde rientrarono a Venezia in agosto e ricevettero l'ordine di ritrasportare in Piemonte via mare il corpo di spedizione sardo-piemontese del generale La Marmora, costituito da circa 2.000 uomini. Tornate ad Ancona il 9 settembre, negli ultimi giorni di ottobre le navi effettuarono una breve puntata su Venezia, per poi tornare rapidamente nel porto marchigiano. La Squadra sarda fu poi fatta rientrare in patria in seguito alla definitiva sconfitta di Novara: l'Ichnusa, in particolare, partì nell'aprile 1849, dopo aver preso a bordo reparti sardi in ritirata da Venezia.
Nel giugno 1851 l'avviso tornò al servizio postale per la Sardegna, restandovi sino all'aprile 1852, quando venne destinato, insieme al Gulnara, alla linea sperimentale Genova-Cagliari-Tunisi.
Nel 1855-1856, durante la guerra di Crimea, l'Ichnusa fece parte della Divisione Navale sarda inviata in Crimea (forte complessivamente di 23 navi di vario tipo, 126 pezzi d’artiglieria e 2574 uomini) e prese parte alle operazioni di tale conflitto.
L'8 settembre 1856 l'avviso s'incagliò al largo dell'Asinara, venendo soccorso e disincagliato dalla pirofregata a ruote Governolo, appositamente inviata da Genova.
Il 25 giugno 1857 la nave venne inviata a contrastare la spedizione di Carlo Pisacane a Sapri: il piroscafo Cagliari, con a bordo Pisacane ed i suoi compagni, avrebbe dovuto trovare ad una ventina di miglia dalla costa della Sardegna un'imbarcazione carica di armi e munizioni, al comando di Rosolino Pilo, il quale tuttavia, causa la nebbia, non riuscì ad avvistare il Cagliari e tornò a terra abbandonando il carico, che venne catturato dall'Ichnusa.
Nel 1859 divenne comandante dell'Ichnusa il capitano di corvetta Simone Pacoret de Saint-Bon. Al comando di questo ufficiale la nave, nel maggio 1860, venne inviata in Sardegna per recapitare al viceammiraglio Carlo Pellion di Persano, comandante la Divisione navale sarda in quelle acque, l'ordine di catturare i piroscafi Piemonte e Lombardo, carichi delle truppe garibaldine dirette a Marsala, qualora si fossero fermati in un porto della Sardegna. Il 7 maggio l'avviso raggiunse la Divisione nel golfo di Cagliari, recando l'ordine di aderire alle richieste che il governatore di Cagliari avrebbe potuto avanzare a Persano. Il 21 maggio l'Ichnusa, dietro ordine del governatore di Cagliari, imbarcò il barone siciliano Pisani ed il figlio, per trasportarli a Palermo.
Nella campagna del 1860-1861, iniziata in seguito all'impresa dei Mille e conclusa con l'unità d'Italia, l'Ichnusa fu molto attivo nel recapito di messaggi per l'ammiraglio Persano. Il 15 giugno 1860 l'avviso lasciò Cagliari e recapitò a Persano, che si era trasferito con le sue navi nell'Italia meridionale, una lettera di Giacomo Medici, che informava della preparazione, in Sardegna, di una flottiglia per il trasporto in Sicilia di rinforzi e rifornimenti per i garibaldini. Dieci giorni più tardi l'Ichnusa trasportò a Persano altri due messaggi, uno del conte di Cavour e l'altro del governatore di Cagliari; l'indomani l'avviso recò all'ammiraglio un'altra lettera di Cavour ed una del governatore, quest'ultima con un telegramma di Cavour. Il 17 luglio l'unità portò a Persano un altro messaggio del governatore di Cagliari.
In agosto, quando la Divisione sarda lasciò Palermo, l'avviso rimase nel porto siciliano insieme alla pirofregata ad elica Vittorio Emanuele, cui era in sottordine. Alle sei del pomeriggio del 13 agosto 1860 l'Ichnusa, sempre al comando di Saint Bon, lasciò Palermo su ordine dell'ammiraglio Persano e venne inviato alla ricerca della pirofregata garibaldina Tukery – partita da Palermo e diretta a Castellammare di Stabia per un tentativo (poi fallito) di catturare il pirovascello borbonico Monarca – onde portare al comandante della Tukery delle informazioni sulla mutata situazione che avrebbe potuto agevolare o intralciare l'attacco, ma, dovendo anche evitare le rotte usuali, non vi riuscì: l'incontro tra le due navi avvenne solo dopo la conclusione del fallito attacco al Monarca.
Tra il novembre 1860 ed i primi mesi del 1861, dopo il ritiro di Giuseppe Garibaldi a Caprera, l'avviso, al comando del capitano di corvetta Andrea Carlo Agostino Del Santo, stazionò nelle acque dell'isola sarda per cercare di scoprire se il generale avesse in mente qualche progetto (e, in tal caso, quale), avendo anche l'ordine di trasportare l'eroe dei due mondi, se lo avesse richiesto, in qualunque zona d'Italia o del Mediterraneo.
Con la nascita della Regia Marina italiana, il 17 marzo 1861, l'Ichnusa venne iscritto nel Quadro del Naviglio della nuova forza armata.
Nel maggio 1862 l'avviso venne inviato dapprima a Costantinopoli e poi in altri sorgitori del Levante mediterraneo e del Mar Nero: il 6 maggio l'Ichnusa, che si trovava a Costantinopoli, venne inviato a Trebisonda, dove giunse tre giorni più tardi, trasportandovi una missione italiana in Persia. L'11 maggio la nave toccò Batumi-Poti, da dove la missione proseguì via terra verso Teheran.
Adibita poi a compiti di sorveglianza lungo le coste del Mar Tirreno, nel gennaio 1863 l'Ichnusa venne impiegato per il trasporto di truppe a Napoli e nel Mare Adriatico. Il 14 giugno 1863, a seguito di Decreto ministeriale, la nave venne riclassificata avviso a ruote di II classe.
Unità piccola ed ormai superata, l'unità, dopo pochi altri compiti, venne posta in disarmo ad Ancona il 1º novembre 1863, rimanendovi sino al 1º agosto 1864. Riportato in armamento nell'agosto 1864, l'avviso venne posto sotto il controllo del Dipartimento Marittimo dell'Adriatico.
Disarmato per l'ultima volta il 1º gennaio 1867 e radiato il 10 ottobre dello stesso anno con Regio decreto-legge numero 3985, il vetusto Ichnusa venne avviato alla demolizione.